# Avondrood

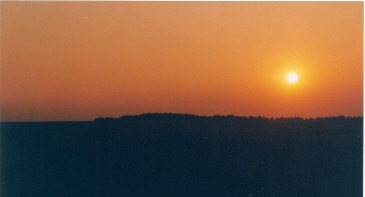
Avondrood in Zuid-Limburg

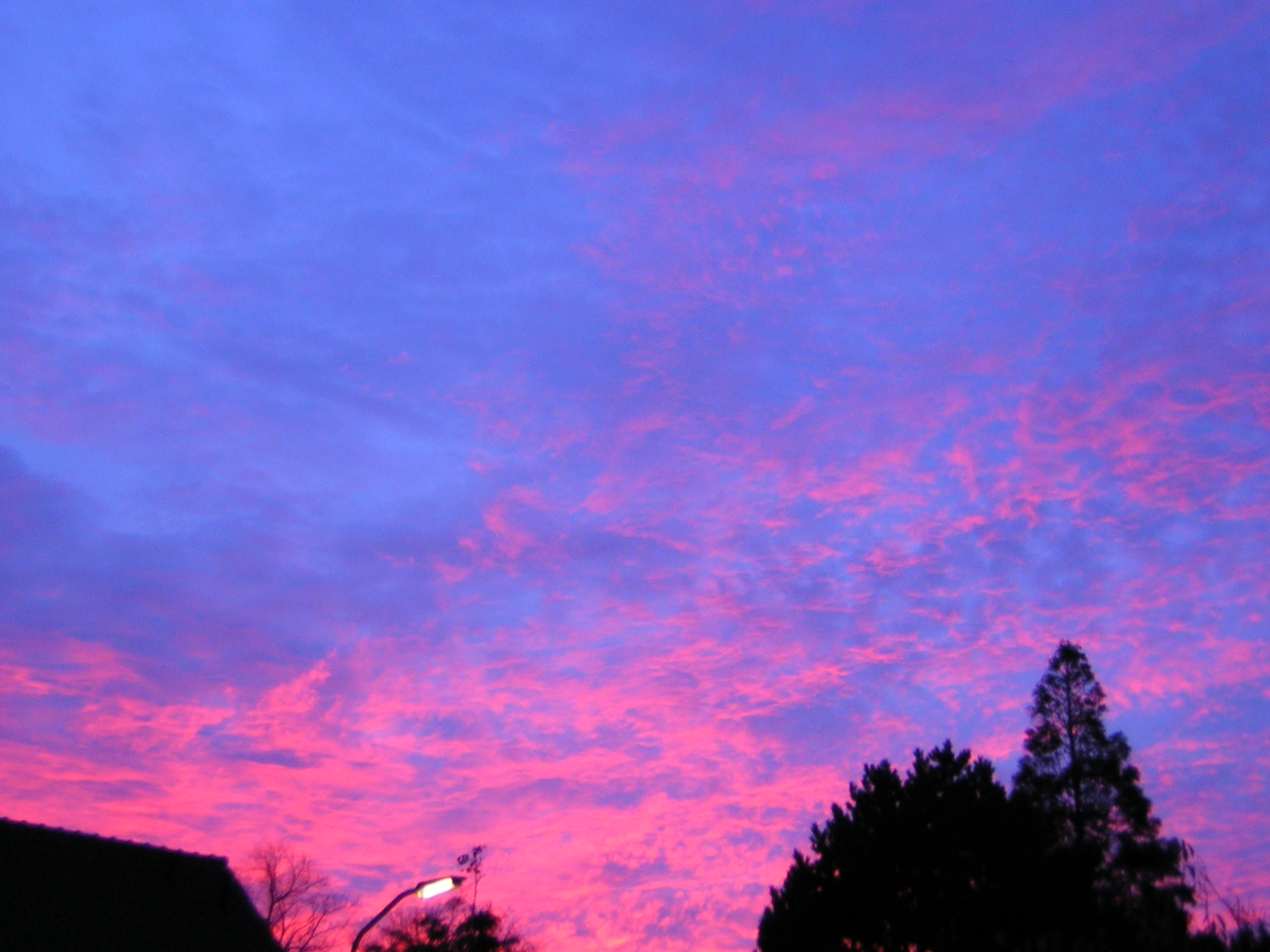
Avondrood in Noord-Holland

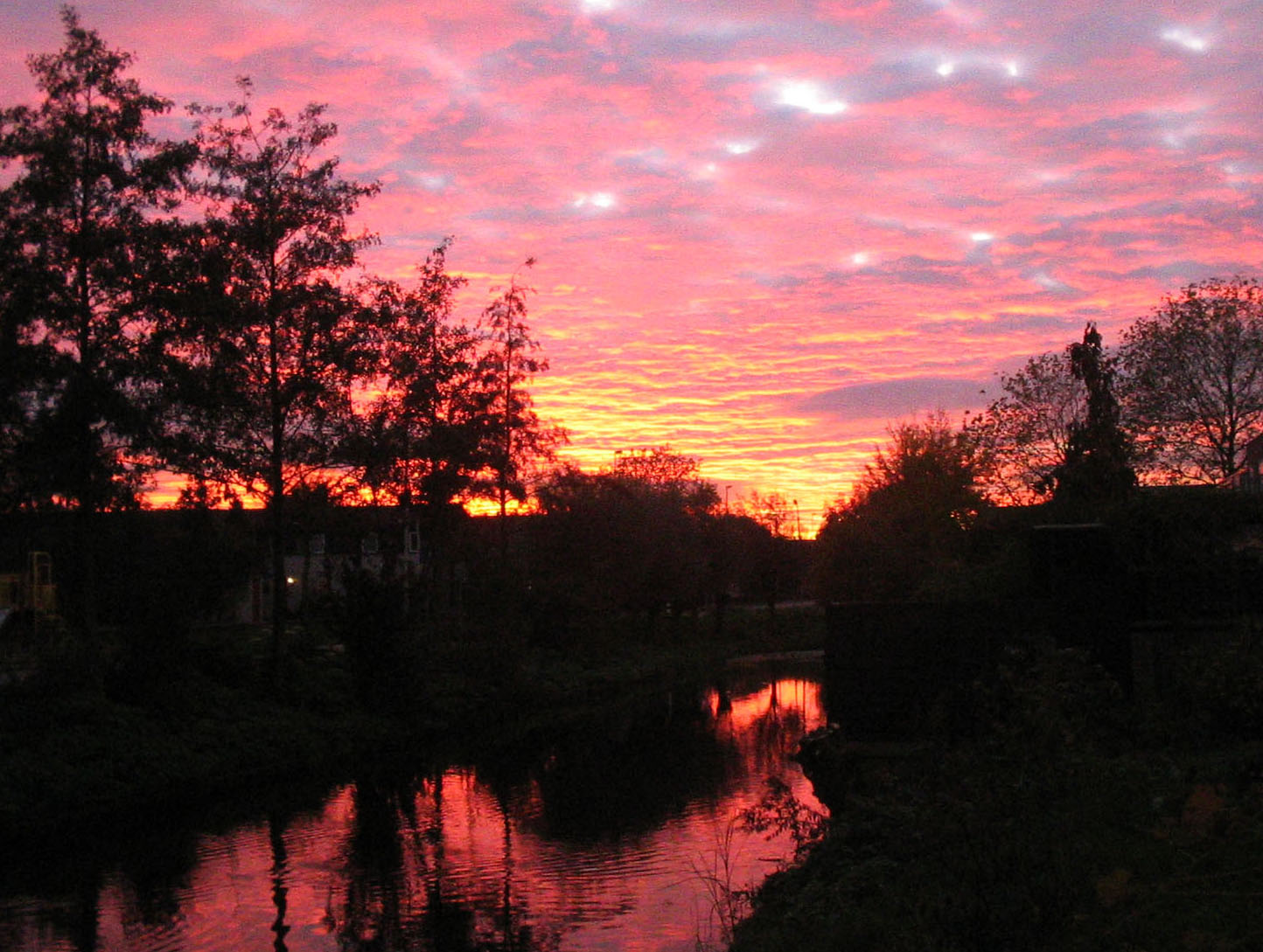
Avondrood in Delft

Avondrood is de rode kleur van het hemelgewelf dat vaak in het westen te zien is als de zon bijna ondergaat of net is ondergegaan.
"Avondrood, mooi weer aan boord, morgenrood, water in de sloot."  Dit bekende gezegde, waarvan alleen al de Nederlandse taal zo'n tweehonderd varianten kent, is een van de populairste en oudste weerspreuken. De Griekse geleerde Theophrastus (372-287 v.Chr.) zag het morgenrood al als de betrouwbaarste regenverwachting. Ook Jezus maakt er melding van (Matteüs 16:2-3).
Het gezegde heeft inderdaad een grond van waarheid. Uit statistisch onderzoek in België lijkt de regel dat avondrood voorafgaat aan een mooie dag iets vaker te kloppen dan de regel dat morgenrood gevolgd wordt door slecht weer. Geen van beide regels is echter onfeilbaar.
De kleuren bij schemering houden verband met de lange weg die het zonlicht van de laagstaande avondzon door de aardatmosfeer aflegt. Het zonlicht wordt tijdens deze lange route verstrooid door moleculair stikstof  en zuurstof (Rayleighverstrooiing), en minuscule stofdeeltjes (Tyndall-effect ofwel Mie-verstrooiing). Daardoor wordt het witte zonlicht ontleed in verschillende kleuren die we zien in de ochtend- of avondschemering. Het rode licht komt vooral uit de richting van de zon omdat die golflengte het minst wordt verstrooid. Overdag zien we deze effecten in iets mindere mate, de zonneschijf is geel ten opzichte van de blauwe hemel.
Avondrood ontstaat voornamelijk bij verstrooiing van zonlicht door stof. Op mooie warme dagen gaat er in de regel vervuiling in de lucht omhoog. In het licht van de laagstaande avondzon leidt dit stof tot roodkleuring. Dan hangt het dus vaak samen met luchtverontreiniging en fraai weer. 's Ochtends zweeft er meestal nog niet zoveel stof in de lucht. Is de lucht dan rood dan wijst dat in de regel op waterdamp en een hoge luchtvochtigheid. Morgenrood hangt samen met uiterst kleine waterdruppeltjes en een grotere neerslagkans. Dat laatste blijkt echter niet uit statistieken. 
Een roodkleuring van de atmosfeer kan ook veroorzaakt worden door vulkaanstof. Bij een explosieve uitbarsting komt het stof soms tot tientallen kilometers hoogte. Op die hoogte valt geen regen zodat het vulkaanstof zich daar verzamelt; het kan jaren duren voordat het stof goeddeels is verdwenen. Er waaien echter wel sterke winden op grote hoogte, waardoor het stof wereldwijd wordt verspreid. De rode gloed door vulkaanstof is alleen te zien bij stabiel weer en door de grote hoogte waarop het zich bevindt zo'n half uur na zonsondergang. Opmerkelijke rode schemeringskleuren in Europa kunnen dus veroorzaakt worden door vulkaanuitbarstingen in verre landen.